# Ankwicz
Ankwicz – polski herb szlachecki, nadany w zaborze austriackim.

## Opis herbu
Tarcza dzielona w słup. Prawe pole w pas. W polu górnym, czerwonym, krokiew srebrna, w polu dolnym, czarnym, czterolistna koniczyna złota. W polu lewym, srebrnym, jednorożec wspięty, czerwony. Klejnot: Pięć piór strusich, czarnych, dwa za trzema. Labry czarne, podbite złotem.

## Najwcześniejsze wzmianki
Nadany doktorowi Janowi Ankwiczowi, razem z pierwszym stopniem szlachectwa (Edler von) i przydomkiem von Kleehoven, w Galicji 9 listopada 1912 roku (dyplom z datą 10 stycznia 1913).

## Herbowni
Ankwicz von Kleehoven.